# 보데 은하

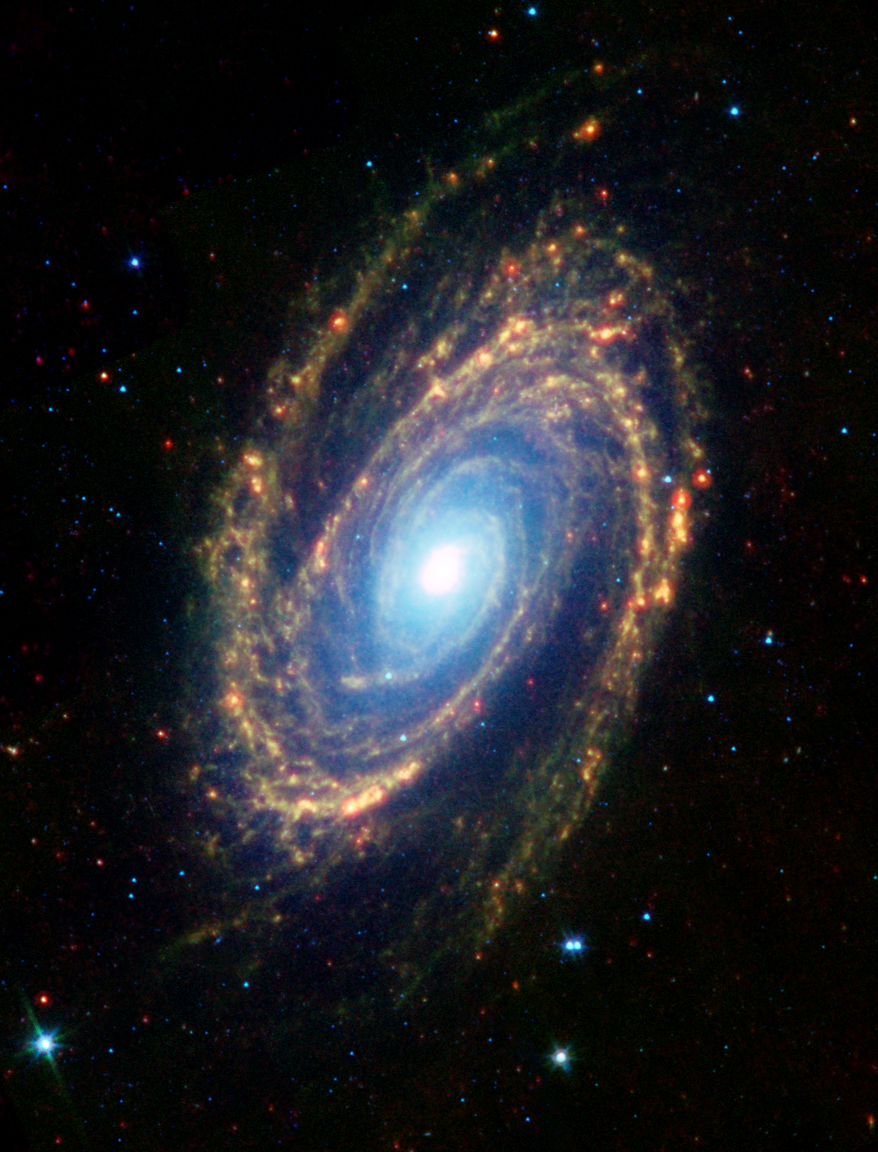
스피처 우주 망원경으로 찍은 M81의 적외선 이미지

보데 은하(Bode's Galaxy, M81, NGC 3031)은 큰곰자리에 있는 유명한 은하 중 하나이다. 약 1,200만 광년 떨어져 있으며 지름은 약 90,000 광년이다. 밝기는 겉보기 등급 +6.94이다. 적색 편이는 음수이며, 작은 편(-34 ± 4 km/s)이다. II형 초신성으로 명명된 SN 1993J( 거리 850만 ± 130만 광년)가 발견된 은하이기도 하다. 지름은 약 70,000 광년 정도로, 비교적 우리 은하와 비슷한 크기이나 질량은 태양의 약 2,500억 배에 달한다.
나선은하의 모습을 잘 보여주는 은하이다.

## 구상성단
M81에는 약 210 ± 30개의 구상 성단이 있을 것으로 추정된다.

## 같이 보기
- 메시에 천체 목록
- 메시에 천체
- 신판일반목록

1. ↑  Chandar, Rupali; Whitmore, Bradley; Lee, Myung Gyoon (2004년 8월 10일). “The Globular Cluster Systems of Five Nearby Spiral Galaxies: New Insights fromHubble Space TelescopeImaging”. 《The Astrophysical Journal》 (영어) 611 (1): 220–244. arXiv:astro-ph/0407460. Bibcode:2004ApJ...611..220C. doi:10.1086/421934. ISSN 0004-637X.